# Miss Sixty
Miss Sixty è un marchio di abbigliamento italiano, fondato nel 1991 a Roma da Wicky Hassan e Renato Rossi. Oltre ad aver creato una linea di abbigliamento, Miss Sixty ha immesso sul mercato una linea di gioielli a suo nome.
Il marchio è controllato dall'azienda Sixty Group SpA titolare dei marchi: Miss Sixty, Energie, Killah, Murphy e Nye, RefrigiWear e Roberta di Camerino. L'azienda trevigiana Fly Group s.r.l. si occupa della linea di calzature di Miss Sixty e Murphy & Nye. La sede amministrativa e principale dell'azienda è localizzata a Roma, mentre gli impianti produttivi sono a Chieti. La sede teatina ha poi chiuso nel 2014 liquidando i capi e con un licenziamento di massa.

## Storia
Nata nel 1991 come produttrice di jeans a vita bassa per il pubblico femminile, fu tra i primi nel suo genere e ne furono prodotti 27 milioni di capi. Negli anni 90 l'azienda riunisce i marchi Energie e Miss Sixty, acquisendo i marchi Refrigiwear, Killah e Murphy&Nye. I jeans dell'azienda erano molto apprezzati dal pubblico, anche da alcuni personaggi famosi che l'hanno appoggiata pubblicamente. Nel 2007 il gruppo ha il record di fatturato con 700 milioni di euro di entrate, occupando 2500 dipendenti con una presenza di vendita globale in 80 paesi.
Sul finire degli anni 2000 l'azienda entra in una fase di flessione. Dal 2008 dopo la crisi della Grande recessione il gruppo affronta un periodo di forte flessione finanziaria e di vendite a causa della malattia del fondatore e della suddetta crisi, tanto che la branca asiatica del gruppo viene ceduta alla Trendy International. Il fatturato cala in quell'anno a 542 milioni, fino ad arrivare al 2011 a 300 milioni con il contraltare del debito che cresceva. Nonostante la ricapitalizzazione di 40 milioni avvenuta nel 2013, il gruppo venne ceduto nel 2012 ad un fondo di investimento panasiatico, di nome Crescent HydePark. Nel luglio 2016 chiude un'altra sussidiaria a Palermo.